# Martin Nash
Martin Nash (Regina, 27 dicembre 1975) è un allenatore di calcio ed ex calciatore canadese, di ruolo centrocampista.

## Biografia
È il fratello minore della superstar del basket NBA Steve Nash.

## Carriera

### Club
Nominato cinque volte nella migliore formazione della USL-1 (e della precedente A-League) Nash ha vinto quattro scudetti, due con i Rochester Rhinos nel 2000 e nel 2001 e due con il Whitecaps di Vancouver nel 2006 e 2008. Ha trascorso la maggior parte della sua carriera da giocatore nel Nord America, in particolare nella zona di Vancouver, ma anche giocato in Inghilterra per Stockport County, Chester City e Macclesfield Town.

### Nazionale
Nash è stato anche membro costante della nazionale canadese di calcio, facendo 38 presenze e segnando 2 gol durante i suoi 13 anni di carriera, disputando anche 3 Gold Cup.

## Palmarès
- Gold Cup: 1

2000